# Mikhail Romm
Mikhail Romm (russisk: Михаил Ильич Ромм) (født 24 januar 1901 i Irkutsk i det Russiske Kejserrige, død 1. november 1971 i Moskva i Sovjetunionen) var en sovjetisk filminstruktør og manuskriptforfatter.

## Filmografi
- Pysjka (Пышка, 1934)[2][3]
- Tretten (Тринадцать, 1936)
- Lenin i oktober (Ленин в Октябре, 1937)
- Lenin i 1918 (Ленин в 1918 году, 1939)
- Drøm (Мечта, 1941)
- Menneske Nr. 217 (Человек № 217, 1945)
- Det russiske spørgsmål (Русский вопрос, 1948)
- Hemmelig mission (Секретная миссия, 1950)
- Admiral Usjakov (Адмирал Ушаков, 1953)
- Skibe stormer bastionerne (Корабли штурмуют бастионы, 1953)
- Ubijstvo na ulitse Dante (Убийство на улице Данте, 1956)
- Devjat dnej odnogo goda (Девять дней одного года, 1962)
- Den almindelige fascisme (Обыкновенный фашизм, 1965)